# Holoplatys desertina
Holoplatys desertina är en spindelart som beskrevs av Zabka 1991. Holoplatys desertina ingår i släktet Holoplatys och familjen hoppspindlar. Inga underarter finns listade i Catalogue of Life.